# Dornier Rs II
Die Dornier Rs II war ein viermotoriges Doppeldecker-Flugboot des am Bodensee ansässigen Flugzeugherstellers Dornier-Werke aus der Zeit des Ersten Weltkrieges. In der ersten Version mit drei Motoren erfolgte der Erstflug am 30. Juni 1916 statt. Die endgültige Version mit vier Motoren flog erstmals am 6. November 1916.

## Geschichte

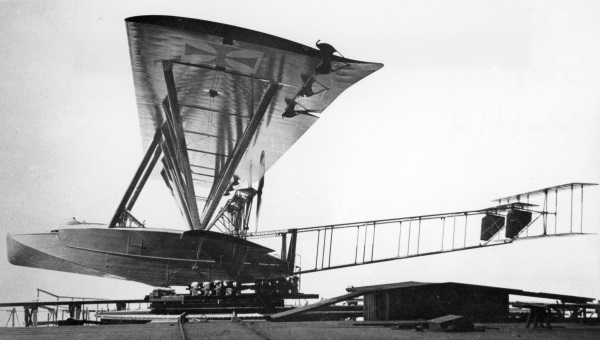
Die Rs II mit frühem Fernwellenantrieb

Die Entwicklung baute auf den Erfahrungen mit der Dornier Rs I auf. Ursprünglich waren nun drei Motoren im Rumpf eingebaut, die über Fernwellen Druckpropeller antrieben. Auch waren Stützschwimmer an der unteren Tragfläche vorgesehen, von denen man sich eine Erhöhung der Querstabilität versprach. Nach einigen Versuchen zeigte sich jedoch, dass man darauf verzichten konnte, und damit schuf Claude Dornier das erste eigenstabile Flugboot. Der Erstflug erfolgte am 30. Juni 1916. Während der Erprobung wurde die Rumpfform mehrmals geändert, eine weitere Stufe wurde am Heck eingebaut. Das zunächst verwendete Antriebskonzept bewährte sich jedoch nicht. Das Umlenkgetriebe einer Fernwelle löste sich von der Tragfläche und der Propeller beschädigte die Tragflächenstruktur.
Mit diesen Erkenntnissen wurde das Flugzeug dann erheblich geändert. Nun wurden vier Motoren verwendet, die in einer Tandemanordnung in zwei Gondeln zwischen den Tragflächen untergebracht waren. Diese Anordnung sollte lange Zeit für Dornier typisch sein. Nach diesen Umbauten wurde die Bezeichnung des Flugzeuges auf Dornier RS IIb geändert, der Erstflug erfolgte am 6. November 1916.

## Konstruktion
Der Rumpf mit 11,8 m Länge war eine Metallkonstruktion mit drei Schotten und auch mit Metall beplankt. Als Leitwerksträger diente eine offene Stahlfachwerkskonstruktion. Das Leitwerk war kastenförmig mit zwei Seiten- und Höhenleitwerken.

Die beiden Tragflächen waren von deutlich unterschiedlicher Größe, das Flugzeug konnte somit als Anderthalbdecker bezeichnet werden. Sie waren mit drei Stahlholmen und Rippen aus Leichtmetall aufgebaut und mit Stoff bespannt.

Als Antrieb dienten vier Maybach Mb IV mit je 240 PS – jeweils zwei Triebwerke in zwei Gondeln zwischen den Tragflächen, die auf feste Zweiblattluftschrauben aus Holz wirkten.

## Technische Daten

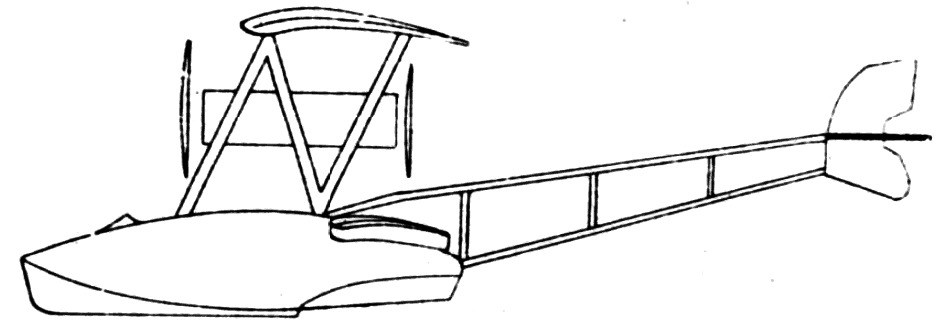
Seitenansicht der Rs IIb

| Kenngröße             | Daten der Dornier Rs IIb                                                                        |
| --------------------- | ----------------------------------------------------------------------------------------------- |
| Besatzung             | 4                                                                                               |
| Länge                 | 23,88 m (gesamt) 11,8 m (Bootsrumpf)                                                            |
| Spannweite            | oben 33,20 m unten 15,96 m                                                                      |
| Höhe                  | 7,62 m                                                                                          |
| Flügelfläche          | 257 m²                                                                                          |
| Flügelstreckung       | 5,1                                                                                             |
| Flächenbelastung      | 35,4 kg/m²                                                                                      |
| Leistungsbelastung    | 9,5 kg/PS                                                                                       |
| Leermasse             | 7100 kg                                                                                         |
| Zuladung              | 2000 kg                                                                                         |
| Startmasse            | 9100 kg                                                                                         |
| Höchstgeschwindigkeit | 130 km/h                                                                                        |
| Kraftstoffvorrat      | 2000 l                                                                                          |
| Antrieb               | 4 × Maybach Mb IV mit je 240 PS (ca. 180 kW) in Tandemanordnung mit Zweiblatt-Holzluftschrauben |